# العمالة الفلسطينية في إسرائيل
يقصد بالعمالة الفلسطينية العمال من حملة الجنسية غير الإسرائيلية، حيث يعتبر التقرير العاملين العرب من القدس وفلسطينيي 48 عمالا إسرائيليين بسبب حملهم الهوية الإسرائيلية، وخضوعهم لقوانين العمل الإسرائيلية

## التطور التاريخي للعمالة الفلسطينية
تأثرت العمالة الفلسطينية بالظروف المختلفة التي تعرضت لها فلسطين منذ بداية القرن العشرين وخاصة في ظل وقوعها تحت سيادات مختلفة والتي كان آخرها الاحتلال الإسرائيلي، ومن أجل توضيح حالة العمالة الفلسطينية في فترات تاريخية؛ نقسمها إلى المراحل التالية:
•المرحلة الأولى: عهد الانتداب البريطاني (1917-1948).
بدأ الاحتلال العسكري البريطاني لفلسطين في تشرين أول 1917، أما سلطة الإشراف على الأراضي فقد بدأت في 10 آب 1922، حيث ازداد حجم العمالة الفلسطينية نتيجة لعدة عوامل: أهمها سيطرة بريطانيا على الأنشطة الاقتصادية الرئيسية (النقل والتجارة الخارجية)، كما قامت بشق الطرق وصيانتها وتوسيع شبكة سكة الحديد، وإنشاء ميناء حيفا وتحسين ميناء يافا... وبالتالي ازدادت احتياجات الجيش البريطاني؛ ما أسهم في زيادة استخدام الانتداب البريطاني للعمالة الفلسطينية.
•المرحلة الثانية: العمالة الفلسطينية في الفترة (1948-1967):
في هذه المرحلة عانى العمال الفلسطينيون أيضا في صراعهم ضد ثلاث جهات: الاستعمار البريطاني وما نجم عنه، والقوى المحلية التي ربطت مصالحها مع الاستعمار، وضد الحركة الصهيونية التي لم تدخر جهداً للعمل ضد الأرض والعمال.
•المرحلة الثالثة: العمالة الفلسطينية في الفترة (1967-1987):
شهدت هذه المرحلة حرب عام 1967، والتي نتج عنها احتلال إسرائيل للضفة الغربية وقطاع غزة، حيث ازدادت المشكلات التي تواجه العمالة الفلسطينية نظراً للظروف الناجمة عن وجود الاحتلال.
- المرحلة الرابعة: العمالة الفلسطينية في الانتفاضة (1987-1993):

كانت الشرارة الأولى التي أسهمت في اندلاع الانتفاضة، هي قتل أربعة عمال من غزة وهم في طريق عودتهم من عملهم في إسرائيل، حيث صدمتهم سيارة عسكرية إسرائيلية بتاريخ 8/12/1987 

## عدد العمال الفلسطينيين في الأراضي الإسرائيلية (مؤشرات إحصائية)
بلغت تصاريح العمل في عام 2012 كانت 31,429، ثم ارتفع بشكل لافت خلال العام التالي 2013 ليصل إلى 45,473، وواصلت تصاريح العمل الممنوحة من قبل سلطات الاحتلال بالارتفاع خلال السنوات الأخيرة، بحسب ما أفاد المسؤول الرسمي، حيث وصلت في عام 2014 إلى 51,732، وفي عام 2015 إلى 57,998، وفي العام الماضي 2016 كانت تصاريح العمل 66,709، وحتى الآن وصل الارتفاع إلى نحو 75,000 تصريح في العام 2017، ومن المتوقع أن تواصل الارتفاع.
حيث تشير إحصائيات الجهاز المركزي للإحصاء الفلسطيني إلى أن عدد العمال الفلسطينيين في الداخل المحتل بالإضافة إلى المستوطنات من حملة التصاريح أو الهوية الزرقاء، قد وصل في الربع الثاني من عام 2017 إلى 128,400 ألف عامل، يضاف إليهم عمال يعملون دون تصاريح، وفلسطينيون يحملون تصاريح تجار واحتياجات خاصة لأغراض العمل.
ويبلغ متوسط أجور العاملين الفلسطينيين الذين لديهم تصاريح عمل داخل إسرائيل قرابة 186 شيكلا يومياً (خمسين دولارا)، مقارنة مع 160 شيكلا (أربعين دولارا أميركيا) للعمال الذين لا يحملون تصريح عمل.

## التوزيع الجغرافي لحملة التصاريح في محافظات الضفة الغربية
حول التوزيع الجغرافي لمحافظات الضفة الغربية، تتربع محافظة الخليل على رأس المدن الفلسطينية من حيث عدد العاملين في الداخل، وتأتي بعدها مدينة جنين، ثم بيت لحم، ورام الله، والسبب وراء أن محافظة الخليل حلّت أولاً؛ نظرًا لارتفاع عدد سكانها مقارنة بغيرها من المحافظات، وأيضًا قربها الجغرافي من المدن الإسرائيلية الكبرى، على غرار تل أبيب (يافا المحتلة) وأشدود.
أما طوباس وأريحا فتعدان من أقلّ المحافظات الفلسطينية التي تنال حصتها من تصاريح العمل في الداخل، نظرًا لاعتماد سكانها على الزراعة.

## قطاعات العمل
يعتبر العمل في مجال البناء في الداخل الإسرائيلي من أكثر المجالات استقطاباً، وهو ما تثبته الأرقام الرسمية.
حيث أن 70% من العاملين داخل الخط الأخضر يعملون في مجالات البناء، في حين يعمل 22% منهم في مجالات الزراعة، أما من تبقى منهم 8% فيعملون في قطاع الصناعة والخدمات.
ويرجع أسباب ارتفاع العاملين في مجال البناء على حساب القطاعات الأخرى، إلى خطة حكومة الاحتلال في العمل على بناء مزيد من الوحدات السكانية داخل الأراضي المحتلة.
وبحسب ما ذكرت مديرة دائرة إحصاءات العمل في الجهاز المركزي للإحصاء الفلسطيني سهى كنعان، فقد انخفض عدد العاملين في المستوطنات في الربع الثاني من العام الجاري 2017 إلى 18,300 عامل فلسطيني، في حين وصل في الربع الأول للسنة نفسها نحو 24,000 عامل.
أما ما يتعلق بالعمال الفلسطينيين في الداخل المحتل، والذين لا يحملون أيَّ نوع من أنواع التصاريح فقد بلغ عددهم بحسب ما احصائيات الجهاز المركزي للإحصاء الفلسطيني 38,000 عامل.

## أسباب تفضيل العامل الفلسطيني عن غيره من الجنسيات
1.أنّ الأسباب في تفضيل العامل الفلسطيني على غيره من العمال الآسيويين والأفارقة من قبل سلطات الاحتلال، هو صرف العامل الفلسطيني لأمواله التي يحصل عليها آخر الشهر ضمن الدائرة الاقتصادية المغلقة نفسها.
2.كذلك اتقان عدد كبير من العمال الفلسطينيين للغة العبرية الرسمية في إسرائيل يجعل العامل الفلسطيني مفضلاً على غيره، بحسب ما قال مهداوي، بالإضافة إلى عودة العامل الفلسطيني آخر النهار للنوم في منزله في الضفة الغربية، وهو ما يخفف من العبء الأمني على إسرائيل.[6]

## حقوق العاملين الفلسطينيين في الأراضي الإسرائيلية
يحق لعاملي الساعة/ اليوميّة الحصول على جميع الحقوق التي تُمنح للعامل بحسب قوانين الحماية، اتفاقية جماعية ومرسومات التوسيع. الفرق الأساسي بين أنواع العاملين هو في طريقة احتساب الحقوق المالية وشروط العمل.

### 1.موعد دفع الأجر
•يجب دفع الأجر للعامل وفق الساعة/اليوم في منتصف الشهر الذي عمل فيه العامل (إلّا إذا انطبقت عليه اتفاقية جماعية أو عقد عمل والذي حدد موعد أخر).
•إذا عمل العامل كل الشهر وخلاله دفعت له مقدّمات حسب المحدد في اتفاق جماعي أو عقد العمل، يدفع له أجره حتى نهاية الشهر.
•يستحق العمال بأجر الساعة/اليوم الموافقة على دفع اجرهم بفترات شهر ليس بالضرورة شهر شمسي. في حالات كهذه، يجب على المشغّل ان يدفع الأجر الشهري عند انتهاء «فترة الشهر الموافق عليها».
•الأجر الذي لا يدفع حتى اليوم ال9 بعد انقضاء فترة الشهر الموافق عليها يكون اجراً متأخراً، ويحق للعامل بالمطالبة بتعويضات التأخّر في تسديد الأجر.
• يحصل العمال بأجر الساعة أو اليوم الذين وافقوا على دفع اجرهم الشهري بفترات شهرية ليست الشهر الشمسي على أجرهم عند انتهاء فترة الشهر الموافق عليها على الأكثر

### 2.الحد الأدنى من الأجور
•يحق لجميع العاملين في إسرائيل، وعاملي الساعة/اليومية بينهم، الحصول على الحد الأدنى من الأجور.
•يحتسب الحد الأدنى من الأجر لعاملي الساعة بحسب الحد الأدنى من اجر الساعة، ويحتسب لعاملي اليوميّة بحسب الحد الأدنى من الأجر اليومي. للمبالغ المحدّثة مقابل ساعة العمل/ يوم العمل.

## الانتهاكات الإسرائيلية بحق العمال الفلسطينيين
تتعرض العمالة الفلسطينية داخل الخط الأخضر والمستعمرات والمناطق الصناعية إلى شتى أنواع القهر والتمييز وانتهاك الحقوق المنصوص عليها في كافة المواثيق والاتفاقيات الدولية؛ بل وتتعداها إلى ما شرعته دولة الاحتلال نفسها من قوانين واتفاقيات جماعية، وما التزمت به في الاتفاقيات والتفاهمات الثنائية. وفي هذا الإطار نستعرض أهم الانتهاكات بحق العمالة الفلسطينية والتي يمكن تقسيمها على النحو الآتي:

### أولا: الانتهاكات بحق العمالة المنظمةوتتمثل في
1. الحق في الوصول الطبيعي والحر إلى العمل: حيث تحول أحد عشر معبرًا، تمثل أبشع أشكال الأبارتهايد وعشرات الحواجز الدائمة والمؤقتة، دون تمتع العامل الفلسطيني بحقه الطبيعي في الوصول الحر والسهل إلى عملة؛ ما يجبره على الخروج إلى عملة قبل ساعات للوصول إلى عمله في الموعد المحدد؛
2. الحق في التعامل بكرامة إنسانية على الحواجز والمعابر: يمارس الاحتلال وشركاته الأمنية كل أشكال الإذلال وامتهان الكرامة بحق العمال الفلسطينيين على الحواجز والمعابر؛ حيث يصطف العمال في طوابير طويلة وبازدحام شديد قبل المعبر وداخله في معابر تفتقد إلى أدنى الشروط الإنسانية؛ فلا حمامات ولا اماكن للراحة.
3. الاستغلال: يتعرض العمال الفلسطينيون لاستغلال سماسرة التصاريح والسائقين، ويتكبدون خسائر كبيرة للوصول إلى أماكن العمل في ظل عدم وجود وسائط نقل عامة تنقل العمال؛ كما يدفع العامل شهريًا الاف الشواقل ثمن تصريح العمل.
4. الحق في شروط عمل لائقة: يتعرض العمال الفلسطينيين لسلسلة طويلة من انتهاكات شروط عملهم.

### ثانياً: العمال في المناطق الصناعية والمستوطنات
أقامت دولة الاحتلال مئات المستوطنات غير الشرعية على الأراضي الفلسطينية وعشرات المناطق الصناعية الحدودية على الأراضي الفلسطينية، وهي تعامل معاملة المستوطنات بعدم شرعيتها وقانونيتها حيث يجبر الآلاف من العمال والعاملات على العمل في هذه المستوطنات والمناطق الصناعية، ويتعرضون إلى انتهاكات ومخاطر متعددة، أهمها:
- الاستغلال في الأجر من قبل السماسرة ومقاولي العمل.
- ساعات العمل الطويلة.
- الضغط النفسي والإساءة الدائمة.
- العمل في المهن الشاقة والخطرة.
- طرد العمال، خاصة بعد تعرضهم لإصابات أثناء العمل.
- لا يدفع لهم بدل أيام الغياب الناتجة عن الإصابة